# فيليني فالدارنو

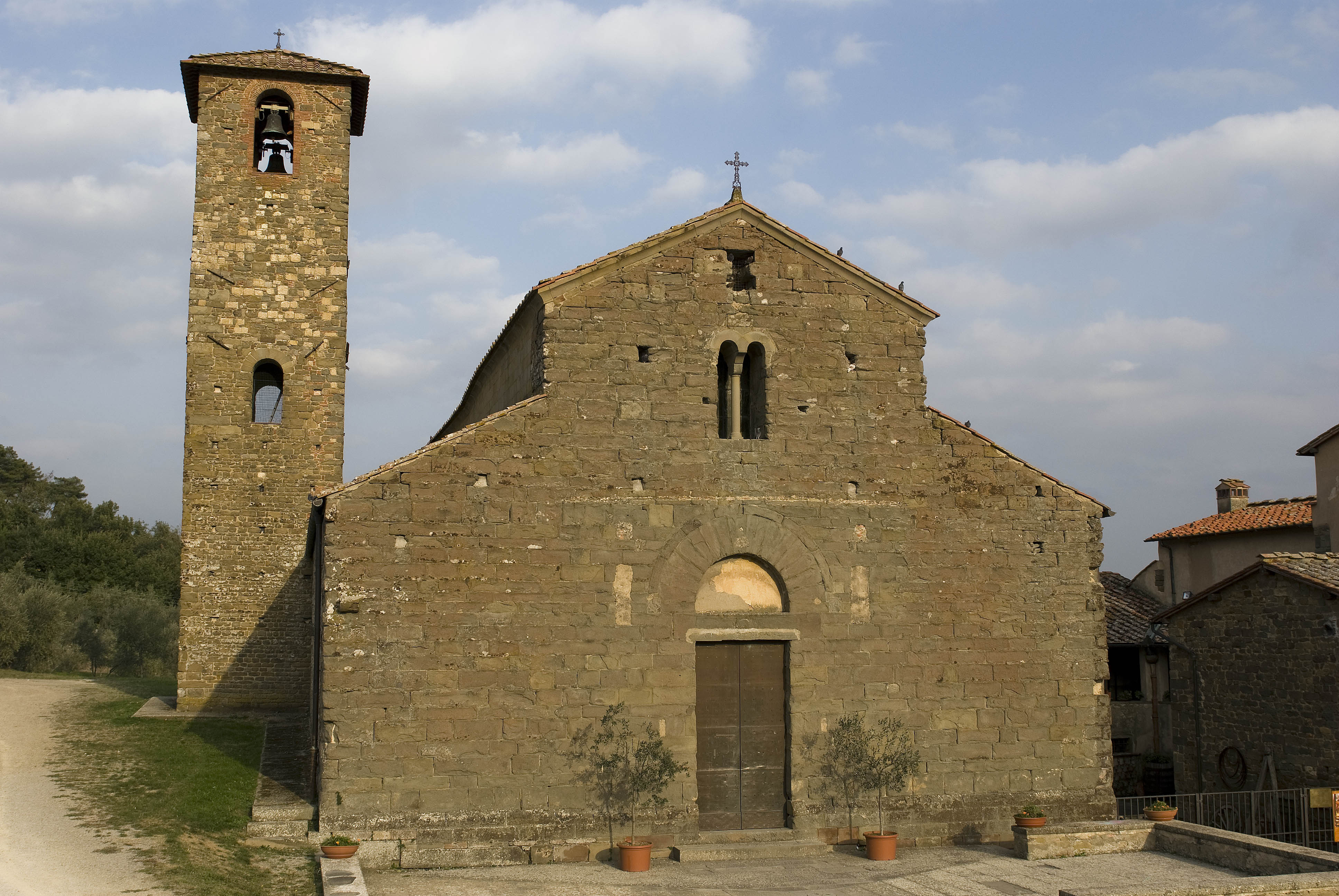
بيف من سان رومولو ، في جافيل.

فيليني فالدارنو ( النطق الإيطالي: [fiʎˈʎiːne valˈdarno] ) هو جزء في comune من فيليني شركة منقوش فالدارنو في مدينة متروبوليتان للفلورنسا في إيطاليا منطقة توسكانا، تقع على بعد حوالي 25 كيلومتر (16 ميل) جنوب شرق فلورنسا. إنه مسقط رأس مارسيليو فيسينو.
كانت بلدية منفصلة حتى 1 يناير 2014.

## المعالم السياحية الرئيسية
- كنيسة سان بيترو آل أرض المعروفة من 1148 وتم ترميمها في القرن الثامن عشر
- كنيسة فيلا دي سان سيربون مع البشارة التي كتبها إل سيغولي
- كنيسة سانتا ماريا الجماعية، مع لوحة من قبل سيد Figline (بعد 1317)
- دير وكنيسة القديس فرنسيس
- دير سانتا كروتشي
- Pieve of San Romolo at Gaville، كنيسة رومانية بزخرفة منحوتة غنية
- دير سان كاسيانو

## وسائل النقل
المدينة تخدمها المحطة بواسطة قطارات متكررة إلى Florence and Arezzo. بالقرب من المحطة توجد محطة حافلات يربط فيليني بالمدن المجاورة.

## المدن التوأم
- Canals, Valencia, Spain
- Pfungstadt, Germany

## روابط خارجية
- الموقع الرسمي